# بتا هندی
بتا هندی یک ستاره است که در صورت فلکی هندی قرار دارد.